# Johann von Koppy
Johann von Koppy, auch von Koppey (* 19. März 1603; † 16. Januar 1676 in Hamburg), war ein sächsischer Militär in schwedischen und hamburgischen Diensten. Im Dreißigjährigen Krieg wurde er häufig zur Verteidigung von Garnisonen und zur Eroberung fester Plätze eingesetzt. Als Kommandant verteidigte er die Städte Korneuburg und Eger. 1648 nahm er an der Eroberung der Prager Kleinseite teil. Nach dem Krieg wurde er Stadtkommandant von Hamburg.

## Leben
Koppy wuchs in Sachsen auf und stammte aus einem alten Adelsgeschlecht mit Besitz in der Niederlausitz, im Vogtland und in Schlesien. Er war Herr auf Groß- und Kleinsaara, Dittersdorf und Schinditz im Gebiet der Reußen.
In der schwedischen Armee hatte Koppy als Obrist das Kommando über ein Infanterieregiment. Im Jahr 1646 verteidigte er das im Vorjahr durch die Schweden eroberte Korneuburg auf dem Nordufer der Donau nahe von Wien gegen kaiserliche Truppen. Nach zehnwöchiger Belagerung musste Koppy sich Anfang August ergeben und die Festung an Hans Christoph III. von Puchheim übergeben. 1647 wurde Koppy Kommandant der im Juli durch die Schweden eroberten Stadt Eger in Böhmen. Er behauptete die befestigte Stadt gegen eine monatelange Blockade durch kaiserliche Truppen unter Jan van der Croon. Erst Anfang April 1648 hob der schwedische General Hans Christoph von Königsmarck die Blockade auf und versorgte Eger mit frischem Proviant.
In der Nacht vom 25. auf den 26. Juli 1648 war Koppy entscheidend am Überfall der Schweden auf den Prager Stadtteil Kleinseite beteiligt, den er mit Königsmarck und dem kaiserlichen Überläufer Ernst Odowalsky geplant hatte. Im September eroberte Koppy das Schloss Tetschen an der Elbe, womit er für die schwedische Armee den Flussweg sicherte, um die im Prager Kunstraub erbeuteten Kunstschätze nach Schweden zu transportieren.
Nach dem Westfälischen Frieden hielt sich Koppy um 1650 in Hof auf. Im Jahr 1650 übernahm er die Güter Groß- und Kleinsaara bei Gera. Unter dem Gesellschaftsnamen „Der Austilgende“ wurde er 1657 in die Fruchtbringende Gesellschaft aufgenommen, seine Gesellschaftspflanze war die Wasserlinse, sein Gesellschaftswort lautete „Innerliche Brunst“. 1658 wurde er Kommandant der Reichsstadt Hamburg, was er bis zu seinem Tod für nahezu 18 Jahre blieb.